# 田中吉政
田中吉政（日语：／ Tanaka Yoshimasa，1548年—1609年3月23日）是日本戰國時代、安土桃山時代的武將，江戶時代的大名。通稱九兵衛。

## 生涯
本來是近江國的田中村農民，後來成為了國人眾的頭目宮部繼潤的部下，之後被羽柴秀吉登用，後來成為羽柴秀次的部下。吉政擅長築城，近江國的八幡山城和三河國的岡崎城都是由他修改。小田原城攻略以後，成為了岡崎城七萬石的城主。
於1595年，秀次被處死，但秀吉反而增封吉政多三萬石。關原之戰中，吉政支持德川家康，東軍勝利後，由於在伊吹山成功捕獲了石田三成，故被德川分封筑後國柳川32萬石。
而他也是基督教的信徒，在領內積極保護基督教人士，他的洗禮名是巴爾多祿茂（日语：パルトロメヨ）。
在吉政死後，由田中忠政繼任，但是他沒有子嗣繼承家督，被幕府改易。